# Gladewater (Texas)
Gladewater es una ciudad ubicada en el condado de Gregg en el estado estadounidense de Texas. En el Censo de 2010 tenía una población de 6.441 habitantes y una densidad poblacional de 204,73 personas por km².

## Geografía
Gladewater se encuentra ubicada en las coordenadas 32°32′36″N 94°56′43″O / 32.54333, -94.94528. Según la Oficina del Censo de los Estados Unidos, Gladewater tiene una superficie total de 31.46 km², de la cual 30.01 km² corresponden a tierra firme y (4.61%) 1.45 km² es agua.

## Demografía
Según el censo de 2010, había 6.441 personas residiendo en Gladewater. La densidad de población era de 204,73 hab./km². De los 6.441 habitantes, Gladewater estaba compuesto por el 75.67% blancos, el 17.61% eran afroamericanos, el 0.82% eran amerindios, el 0.56% eran asiáticos, el 0.02% eran isleños del Pacífico, el 2.52% eran de otras razas y el 2.81% pertenecían a dos o más razas. Del total de la población el 6.38% eran hispanos o latinos de cualquier raza.